# Katie Class
Kathryn Helen „Katie“ Class (* 24. März 1963 in Saint Paul, Minnesota) ist eine ehemalige US-amerikanische Eisschnellläuferin.
Class gehörte von 1980 bis 1988 zum nationalen Eisschnelllaufteam der USA. Vor allem in den ersten Jahren war sie über die Kurzstrecken aktiv. So nahm sie 1983 und 1984 an den Sprintweltmeisterschaften in Helsinki und Trondheim teil. Dort erreichte sie die Ränge 31 und 12 im Mehrkampf. Ebenfalls 1984 trat sie bei den Olympischen Winterspielen in Sarajevo an. Über 500 Meter belegte Class den 10. Platz, über 1000 Meter wurde sie 17. In den Jahren 1986 bis 1988 nahm sie sowohl an Sprint- als auch den Mehrkampfweltmeisterschaften teil. Im Sprintmehrkampf belegte sie die Plätze 17 (1986 in Karuizawa), 7 (1987 in Québec) und 11 (1988 in West Allis). Im Kleinen Vierkampf der Mehrkampf-WM erreichte Class die Ränge 17 (1986 in Den Haag), 18 (1987 in West Allis) und 19 (1988 in Skien). Zusätzlich nahm sie 1988 an ihren zweiten Olympischen Winterspielen in Calgary teil. Bei ihren Starts über 500, 1000 und 1500 Meter belegte sie die Plätze 12, 8 und 13.
In ihrer Karriere startete Class für den Midway Speedskating Club und gewann ein Weltcuprennen 1987 in Lake Placid über 1500 Meter.
Class besuchte die Morehead State University und arbeitete 16 Jahre als Geschäftsführerin für den US-amerikanischen Eisschnelllaufverband. Später zog sie nach Westlake, Ohio, wo sie als Trainerin des örtlichen Vereins angestellt war. Des Weiteren wurde sie für ihre Arbeit in die Hall of Fame des US-Eisschnelllaufes aufgenommen.

## Persönliche Bestzeiten
| Strecke | Zeit        | Datum             | Ort        |
| ------- | ----------- | ----------------- | ---------- |
| 500 m   | 40,91 s     | 13. Februar 1988  | Calgary    |
| 1000 m  | 1:21,10 min | 13. Februar 1988  | Calgary    |
| 1500 m  | 2:07,30 min | 13. Februar 1988  | Calgary    |
| 3000 m  | 4:36,68 min | 29. November 1986 | Heerenveen |
| 5000 m  | 8:12,62 min | 12. März 1987     | Inzell     |